# Glansblomstickare
Glansblomstickare (Diglossa lafresnayii) är en fågel i familjen tangaror inom ordningen tättingar.

## Utbredning
Fågeln förekommer i Anderna från Colombia till västra Venezuela, Ecuador och nordligaste Peru.

## Status
IUCN kategoriserar arten som livskraftig.

## Namn
Fågelns vetenskapliga artnamn hedrar den franska ornitologen Frédéric de Lafresnaye (1783-1861).